# Neorhynchocephalus volaticus
Neorhynchocephalus volaticus is een vliegensoort uit de familie van de Nemestrinidae. De wetenschappelijke naam van de soort is voor het eerst geldig gepubliceerd in 1883 door Williston.